# Baiâni
Baiâni, Baiânim, Banhâni ou Dadá (em iorubá: Bāyànni) é um orixá da mitologia iorubá. É uma orixá feminina, irmã de Xangô no céu, a qual encarnou como Dadá Ajacá, primeiro filho de Oraniã e irmão mais velho Tẹ̀là Òkò (Xangô). Tornou-se alafim de Oió Pacífico, o motivo a qual perdeu o reinado para seu irmão mais novo. Retornou logo após a queda do reino de Tẹ̀là Òkò Xangô, se tornando assim o quarto alafim de Oió.
No Brasil, é chamado de Dadá Ajacá. É representado por uma coroa de búzios chamada Adê Baiâni enfeitada de búzios com diversas tiras pendentes. Orixá cultuado no Terreiro do Gantois, tem uma festa anual chamada Festa de Baiani, muito concorrida por ser uma das poucas  casas de candomblé que cultue este orixá.